# Seszele na letnich igrzyskach olimpijskich
Reprezentanci Seszeli po raz pierwszy pojawili się na letnich igrzyskach olimpijskich w 1980 roku. Zawodnicy z Seszeli nie wystąpili na igrzyskach w Seulu w 1988 roku. Do tej pory nie zdobyli żadnego medalu.

## Medaliści letnich igrzysk olimpijskich z Seszeli

### Złote medale
Brak

### Srebrne medale
Brak

### Brązowe medale
Brak